# Kurt Singer (Pädagoge)
Kurt Singer (* 14. Februar 1929 in München; † 16. September 2009 ebenda) war ein deutscher Pädagoge und Professor für Pädagogische Psychologie an der Universität München.
Seine Themen und Arbeitsgebiete waren eine Lehrerausbildung, die Lehrer als Lernhelfer versteht, eine humane Schule, in der die Würde der Schülerinnen und Schüler unantastbar ist sowie eine demokratische Schule, in der Zivilcourage gelebt und gefördert wird.

## Publikationen
- Zivilcourage wagen – Wie man lernt, sich einzumischen. Ernst Reinhardt Verlag, München 204 Seiten
- Die Würde des Schülers ist antastbar – Vom Alltag in unseren Schulen und wie wir ihn verändern können. Rowohlt, Reinbek bei Hamburg 1998
- Wenn Schule krank macht – Wie macht sie gesund und lernbereit? (= Beltz-Taschenbuch, Nr. 817) Beltz, Weinheim / Basel 2000, 256 Seiten
- Lehrer-Schüler-Konflikte gewaltfrei regeln – Erziehungsschwierigkeiten und Unterrichtsstörungen als Beziehungsschwierigkeiten bearbeiten. Beltz Verlag, Weinheim 197 Seiten
- Kränkung und Kranksein – Psychosomatik als Weg zur Selbstwahrnehmung. Piper, München / Zürich 1988, 244 Seiten
- Maßstäbe für eine Humane Schule – Mitmenschliche Beziehung und angstfreies Lernen durch partnerschaftlichen Unterricht. Fischer Verlag, Frankfurt am Main 1981, 278 Seiten
- Verhindert die Schule das Lernen – Psychoanalytische Erkenntnisse als Hilfe für Erziehung und Unterricht. 1. Auflage, Ehrenwirth, München 1973, 182 Seiten
- Lernhemmung, Psychoanalyse und Schulpädagogik. Ehrenwirth, München 1970, 328 Seiten (zugleich Dissertationsschrift, 1969)
- Aufsatzerziehung und Sprachbildung – Didaktik des schriftlichen Ausdrucks und des Gesprächs für Primarstufe und Sekundarstufe 1. Ehrenwirth, München 1978, 282 Seiten
- Lebendige Lese-Erziehung – Der Leseunterricht als Unterweisung im selbständigen Lesen. Ehrenwirth, München 1969, 204 Seiten
- Die Schulkatastrophe. 1. Auflage, Beltz, Weinheim / Basel 2009